# Составы Men at Work
Men at Work — австралийская поп-рок-группа, образованная в Сент Килде, Виктория, в 1978 году. С 1981 по 1983 гг. группа выпустила несколько синглов которые занимали первые места  в США и в Великобритании. Ниже приведена полная хронология составов коллектива. Хотя Колин Хэй активен по сей день, он единственный постоянный участник.

## Участники группы
Нынешние
- Колин Хэй — ведущий вокал, ритм-гитара, бас (1978–1986, 1996–2002; периодические выступления до 2012 года; 2019–наши дни)
- Джимми Бранли – ударные (2019–наши дни)
- Сэн Мигюэль Перес – гитара, бэк-вокал (2019–наши дни)
- Йосмель Монтео – бас, бэк-вокал (2019–наши дни)
- Шейла Гонсалес – саксофон, флейта, клавишные, бэк-вокал  (2019–наши дни)
- Сесилия Ноэль – бэк-вокал (2019–наши дни)

Бывшие
- Рон Страйкерт — ведущая гитара, бас, вокал (1978–1985)
- Джерри Спайсер — ударные, перкуссия, бэк-вокал (1979–1984)
- Грег Снеддон — клавишные (1979)
- Грег Хэм — клавишные, вокал, саксофон, гармоника, флейта (1979–1985, 1996–2002; периодические выступления до 2012 года; умер в 2012)
- Джон Риз — бас-гитара, бэк-вокал (1980–1984)
- Джереми Алсоп — бас, бэк-вокал (1985–1986)
- Джеймс Блэк — гитара, клавишные, бэк-вокал (1985–1986)
- Марк Кеннеди — ударные (1985)
- Колин Бейли — гитара, бэк-вокал (1985–1986)
- Чэд Уокерман — ударные,  бэк-вокал (1985–1986)
- Пол Уильямсон — саксофон, клавишные, бэк-вокал (1985–1986)
- Саймон Хосфорд — гитара, бэк-вокал (1996–1998, 1999–2001)
- Стивен Хадли — бас, бэк-вокал (1996–1998, 2001)
- Джон Уотсон — ударные (1996–1997)
- Тони Флойд — ударные (1997–1998, 1999–2000)
- Рик Гроссман — бас, бэк-вокал (1998–2000)
- Джеймс Райан — гитара, бэк-вокал (1998–1999)
- Питер Мейслин — ударные (1998–1999)
- Родриго Аравена — бас, бэк-вокал (2000–2001)
- Хета Мосес — ударные (2000–2001)
- Уоррен Троут — ударные (2001)